# Santa Cruz de la Sierra (Spanje)
Santa Cruz de la Sierra is een gemeente in de Spaanse provincie Cáceres in de regio Extremadura. Santa Cruz de la Sierra heeft een oppervlakte van 45 km² en heeft 326 inwoners (1 januari 2016).

## Politiek
De burgemeester van Santa Cruz de la Sierra is María Belén Corredera Miura. 

## Galerij

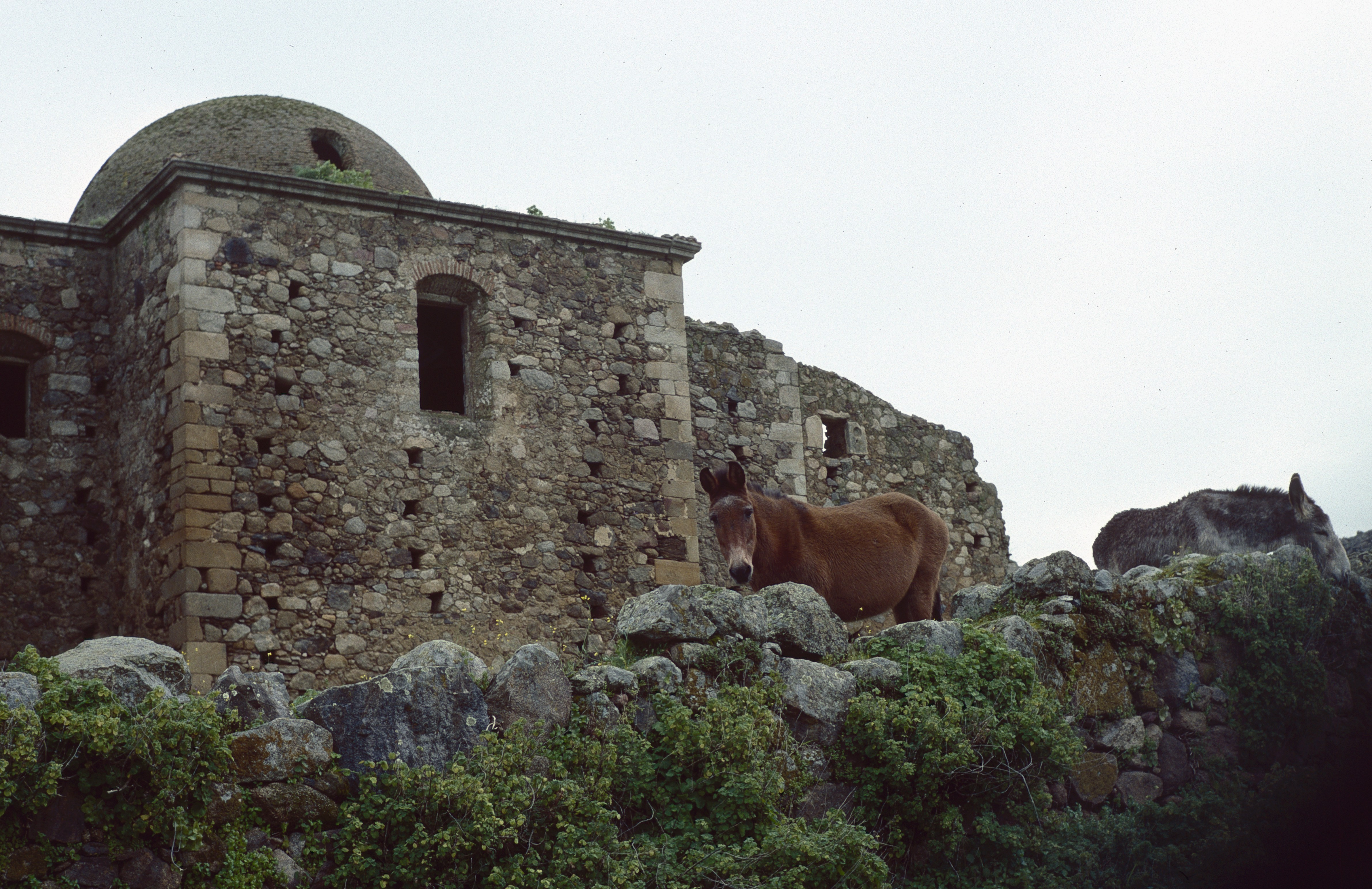
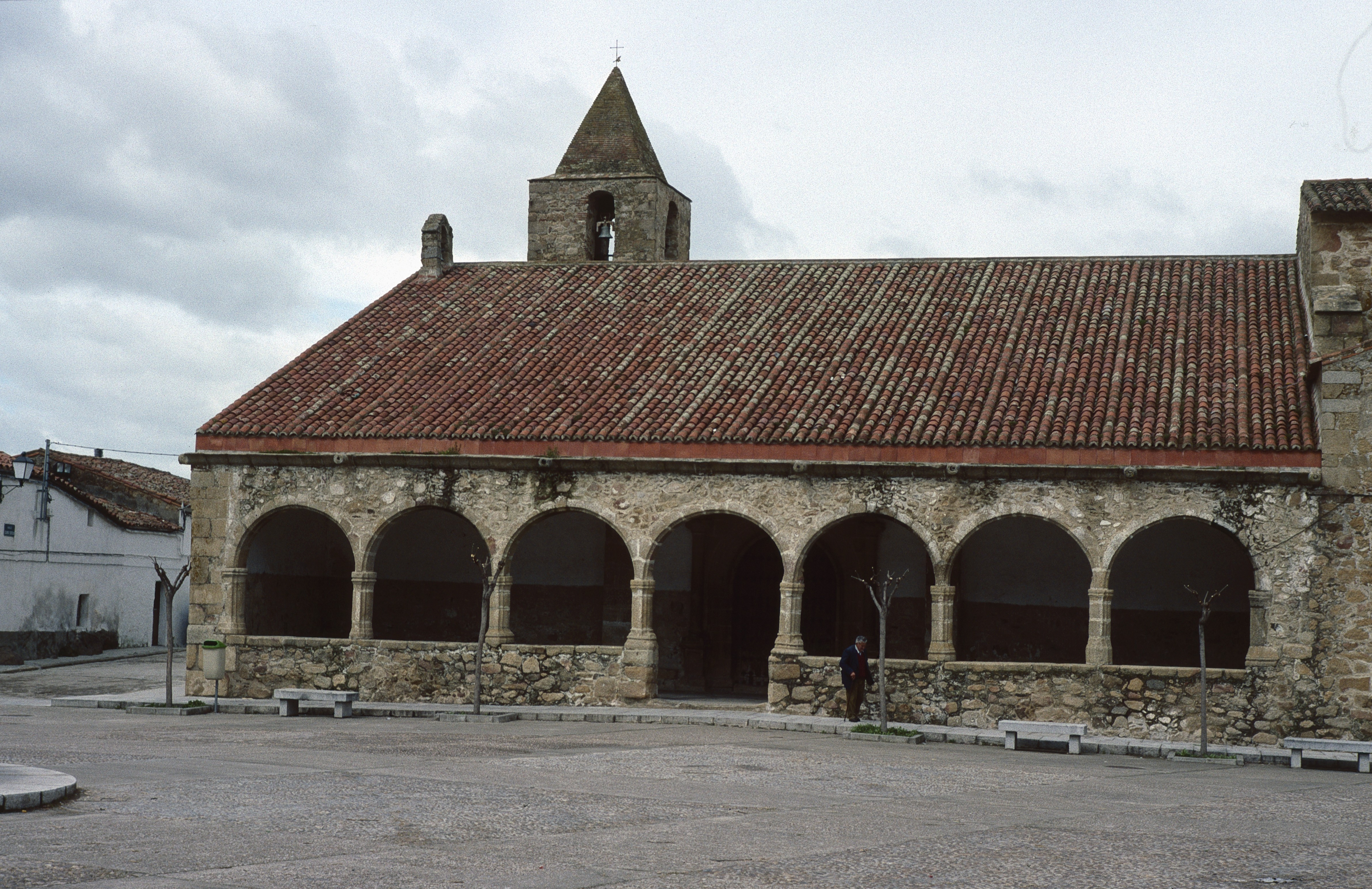
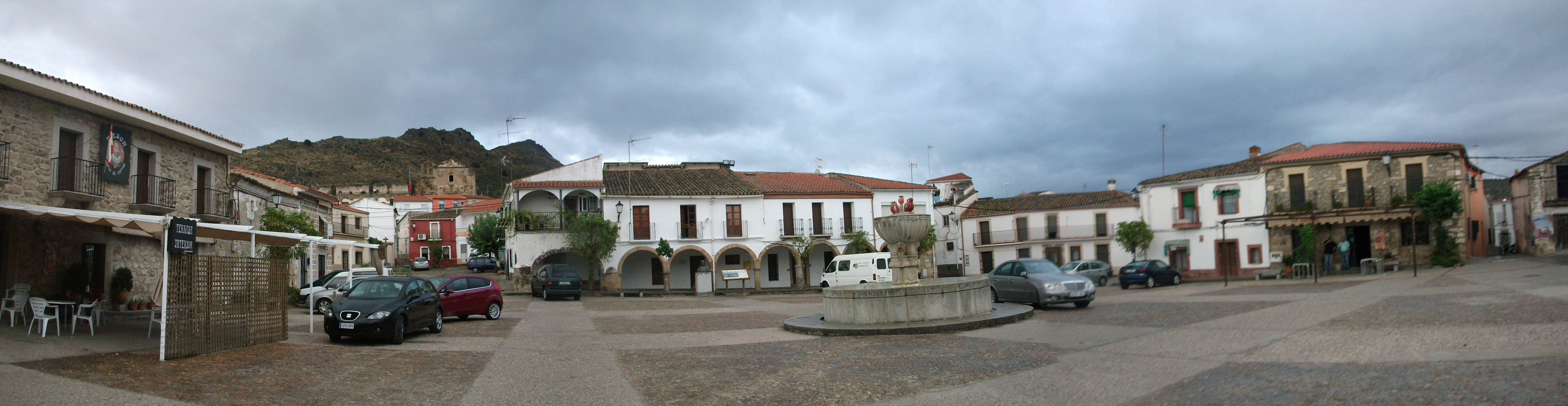
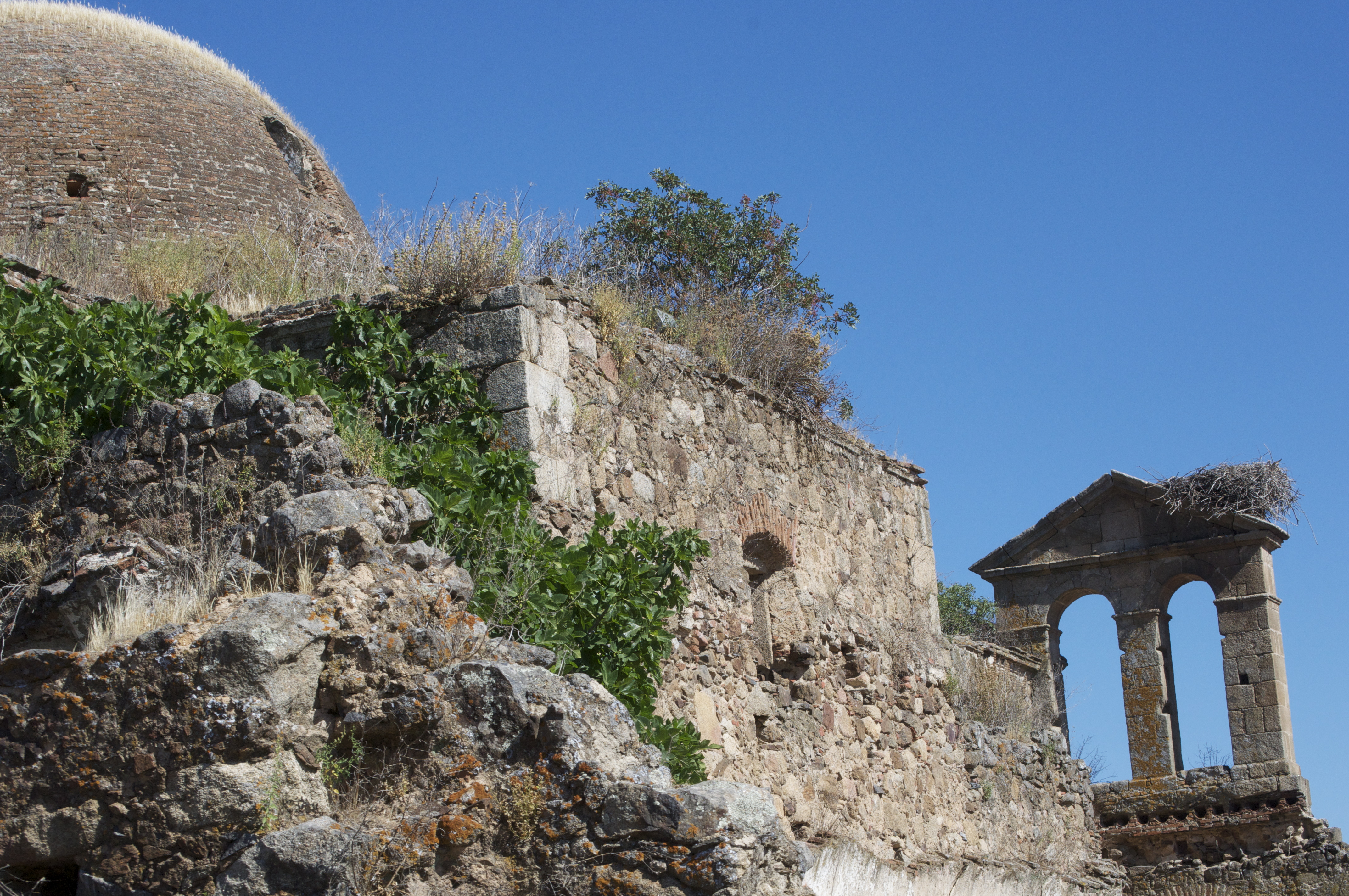
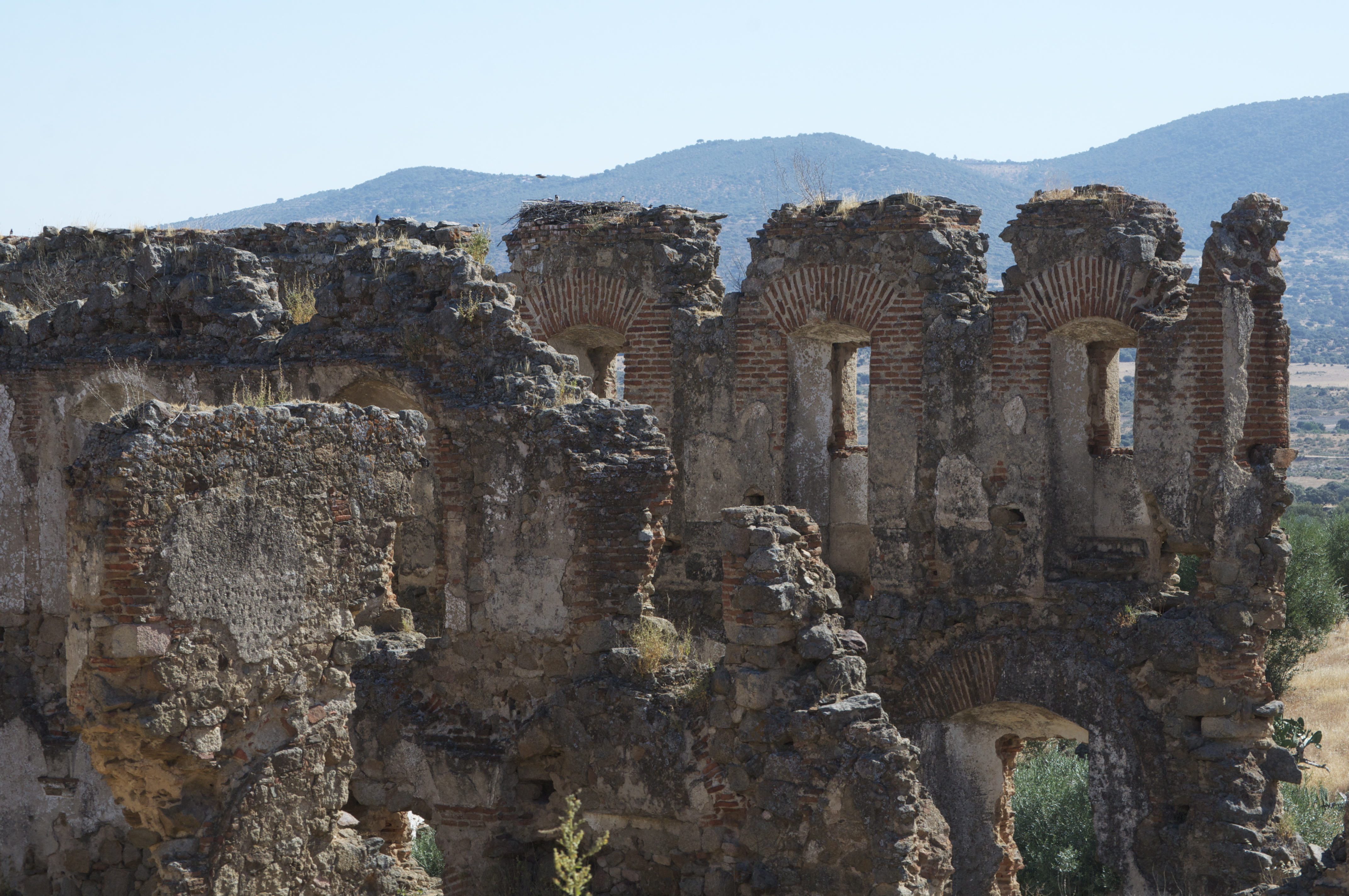
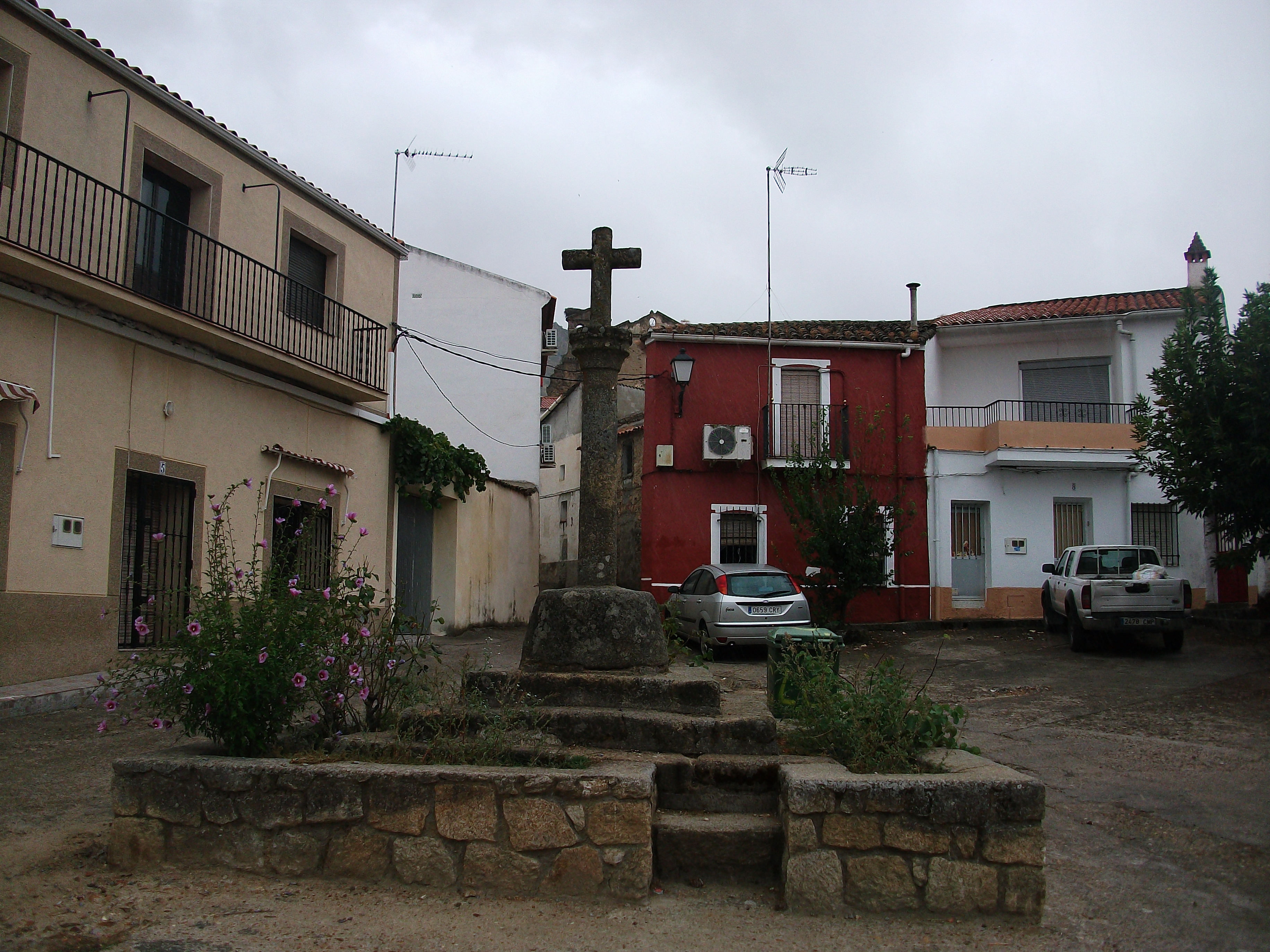

## Demografische ontwikkeling
Bron: INE, 1857-2011: volkstellingen